# Muzeum vojenského prostoru Milovice
Muzeum vojenského prostoru je muzeum v Milovicích v okrese Nymburk, které bylo otevřeno v červnu 2023. Dvě stálé expozice mapují vojenskou historii místa, a to od roku 1904 až do odchodu sovětské armády v 90. letech 20. století. Ve druhé expozici, nazvané „Mozaiky vyprávějí“, si zájemci mohou prohlédnout mozaiky zde dochované z období socialismu.
Mezi 300 sbírkovými předměty se nachází například podstavec k těžkému kulometu vzor 37 z jižní Ameriky nebo kožený oděv československého tankisty, které se na světě dochovaly zřejmě pouze tři.
Je zde i připomínka významných osobností, které jsou s Milovicemi spojeny, jako třeba Emil Zátopek. 
Budova původně sloužila jako kulturní dům pro sovětské důstojníky, dnes je v ní kromě muzea kino s technologií pro premiérové filmy, sál pro 450 lidí a infocentrum.